# Maravillas Espín Sáez
Maravillas Espín Sáez (Madrid, 1974) es una investigadora en el campo del derecho del trabajo y de la seguridad social, profesora universitaria y política española. Fue directora general del Trabajo Autónomo, de la Economía Social y de la Responsabilidad Social de las Empresas en el Ministerio de Trabajo y Economía Social de España desde 2020 a 2023.

## Biografía
Espín Sáez nació en Madrid en 1974. Estudió la licenciatura de Derecho en la Universidad Autónoma de Madrid (UAM), en la que también se doctoró en 2007. En esta institución ha desarrollado su actividad como docente e investigadora desde 2004, siendo miembro del Área de Derecho del Trabajo y de la Seguridad Social dentro del Departamento de Derecho Privado Social y Económico. Obtuvo el Premio Nacional CES 2008 por su tesis doctoral, titulada 'El socio trabajador. Criterios para sistematizar el autoempleo colectivo'.
Es miembro del grupo de investigación D-024 “Desafíos de Ordenamiento social ante las transformaciones económicas”, integrado por los profesores de Derecho del Trabajo y de la Seguridad Social de la Universidad Autónoma de Madrid. Además ha realizado, a lo largo de su trayectoria, estancias de investigación entre ellas en la Universitá degli studi di Bologna (Italia), en la Universidad París X Nanterre (Francia), en la Harvard University (Estados Unidos) o en la University of Cambridge (Reino Unido).
Como miembro de la Comisión Asesora de Políticas de Igualdad de la Universidad Autónoma de Madrid ha participado en los trabajos para la confección del II Plan de Igualdad de la UAM y del Protocolo por el que se regulan las medidas de prevención y el procedimiento de actuación en los casos de acoso moral, sexual y/o por razón de sexo en el trabajo, de esta Universidad.
Es la autora de numerosos artículos así como de capítulos en obras colectivas. En sus publicaciones se centra en cuestiones jurídicas transformadas por la crisis económica, en las sucesivas reformas laborales y en el impacto de la legislación internacional y europea.  Es autora de dos capítulos en el libro colectivo Domínguez Martín, M., Espín, M., Hierro, L., Pozuelo, L., Quicios, S., Rodríguez Pineau, E., Torrecuadrada, S., “Los derechos del menos en el ordenamiento jurídico: casos prácticos”, UNICEF, 2015.
Desde 2012, es mediadora del Servicio Interconfederal de Mediación y Arbitraje (Fundación SIMA), que forma parte del Ministerio con competencias en materia de Seguridad Social.
El 30 de enero de 2020 fue nombrada directora general del Trabajo Autónomo, de la Economía Social y de la Responsabilidad Social de las Empresas en el Ministerio de Trabajo y Economía Social, del que era titular Yolanda Díaz. Desde la dirección general favoreció la economía social por ser un modelo empresarial que genera empleo que es estable, de calidad y digno en un 80% en España.En diciembre de 2023 volvió a la Universidad.

## Líneas de investigación
Sus principales líneas de trabajo, en las que aplica la perspectiva de género como criterio metodológico transversal, han tenido que ver con: 
- autoempleo
- emprendimiento y trabajo asociado
- economía social
- políticas públicas de lucha contra la exclusión social
- protección de colectivos vulnerables

## Reconocimientos
Fue galardonada con el Premio Nacional 2008 que otorga el Consejo Económico Social (CES) por su tesis doctoral ‘El socio trabajador. Criterios para sistematizar la realidad del autoempleo colectivo’.